# SystemSoft Alpha
[source insuffisante]

SystemSoft Alpha Corporation est une société japonaise de développement de logiciels.
Anciennement "SystemSoft", elle propose beaucoup de jeux de simulation stratégiques principalement militaires, qui sont populaires sur le marché japonais. Parmi ceux-ci figurent les nombreux jeux des séries Daisenryaku et Master of Monsters qui ont été portés sur plusieurs plates-formes, du PC aux consoles.
En 1998, SystemSoft a transformé son activité de jeux vidéo en "SystemSoft Production". En 1999, Alpha Shock a été fondée et SystemSoft y a investi 25,1 % du capital initial. En 2001, SystemSoft a vendu tous les investissements d'Alpha Shock et a transféré l'activité de jeux vidéo de SystemSoft Production à Alpha Shock. Alpha Shock a ensuite été renommé SystemSoft Alpha, bien qu'ils soient indépendants de SystemSoft. Le site Web principal de la division jeux, quelle que soit la plateforme, est désormais SystemSoft Alpha, mais « Alpha » n'apparaît toujours pas dans le logo de la société sur les boîtes de jeux.
Seule une poignée des dizaines de jeux développés par cette société ont été traduits pour être diffusés sur les marchés internationaux (principalement anglophones), notamment deux jeux Master of Monsters pour Sega Genesis et  PlayStation ("Disciples de Gaia"), et certains des jeux Daisenryaku ( Iron Storm, Daisenryaku VII, Daisenryaku VII Exceed). Cela s'explique en partie par le fait que la plate-forme principale de leurs jeux pendant près d'une décennie était le NEC PC-9801. Cependant, plusieurs de leurs jeux étaient des remakes de jeux Infocom pour le système PC-98. Infocom étant une société américaine, ces jeux ont d'abord été commercialisés sur les marchés anglophones.
SystemSoft a produit de nombreux jeux de guerre du point de vue de l'armée japonaise, dans la période de la Seconde Guerre mondiale. Ces jeux occupent une niche sur le marché du jeu de guerre utilisant des "hexagones", que les passionnés de l'armée japonaise ne peuvent pas attendre des développeurs de jeux occidentaux qui décrivent souvent les Japonais comme « l'ennemi » dans leurs jeux. De même, bien que moins controversée, est l'inclusion garantie des Forces d'autodéfense japonaises dans les jeux de guerre modernes comme la série Daisenryaku.

## Jeux notables
- Série Daisenryaku
- Barbarossa
- Enchanter [4] (développé à l'origine par Infocom )
- Série Master of Monsters
- Moonmist [5],[6] (développé à l'origine par Infocom)
- Planetfall [5] (développé à l'origine par Infocom)
- Zork I [7] (développé à l'origine par Infocom)